# Ровня (герб)
Ровня (пол. Rownia, Kownia II) — польский дворянский герб.

## Описание
В красном поле три обнаженных меча, упирающиеся остриями в одну точку луны и расходящиеся рукоятками, между которыми помещёны две шестиугольные звезды. Нашлемник состоит из павлиньего хвоста.
Герб этот производят одни из Германии, другие из Венгрии, У нас во многих гербах луну пронзает иногда один меч, иногда их два, иногда меч накрест с ружьём.

## Герб используют
Wysiecki